# Scionzier
Scionzier es una comuna y localidad francesa situada en la región Ródano-Alpes, en el departamento de Alta Saboya, en el distrito de Bonneville. Scionzier es la capital del cantón del mismo nombre.

## Geografía
Scionzier se encuentra a medio camino entre Ginebra y Chamonix. La autopista A40 comunica esta localidad, que es  un lugar de paso para llegar a numerosas estaciones de esquí situadas en los alrededores. 

## Demografía
| 3 549 | 5 046 | 5 702 | 5463 | 5 945 | 6163 |
| Para los censos de 1962 a 1999 la población legal corresponde a la población sin duplicidades (Fuente: INSEE [Consultar]) |       |       |      |       |      |